# Devon Scott
Devon Henry Scott (Columbus, 7 aprile 1994) è un cestista statunitense.